# Turowo (województwo pomorskie)

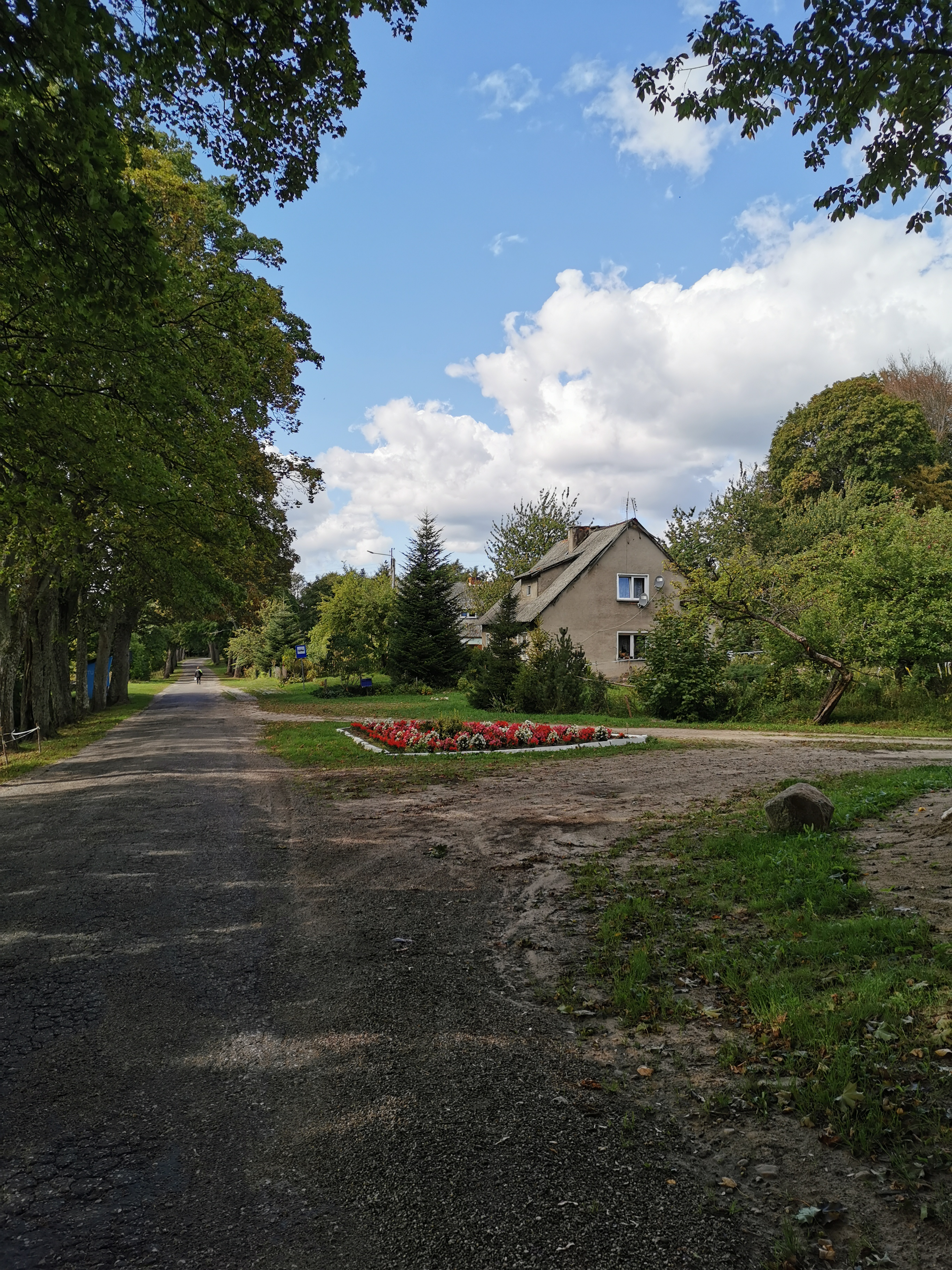
Zabudowania we wsi Turowo

Turowo – wieś w Polsce położona na Pojezierzu Bytowskim, w województwie pomorskim, w powiecie bytowskim, w gminie Miastko.
W latach 1975–1998 miejscowość położona była w województwie słupskim.
Wieś stanowi sołectwo gminy Miastko.